# Gargenville
Gargenville és un municipi francès, situat al departament d'Yvelines i a la regió de Illa de França. L'any 2007 tenia 6.732 habitants.
Forma part del cantó de Limay, del districte de Rambouillet i de la Comunitat urbana Grand Paris Seine et Oise.

## Demografia

### Població
El 2007 la població de fet de Gargenville era de 6.732 persones. Hi havia 2.464 famílies, de les quals 572 eren unipersonals (242 homes vivint sols i 330 dones vivint soles), 712 parelles sense fills, 953 parelles amb fills i 227 famílies monoparentals amb fills.
La població ha evolucionat segons el següent gràfic:
Habitants censats

### Habitatges
El 2007 hi havia 2.620 habitatges, 2.530 eren l'habitatge principal de la família, 23 eren segones residències i 67 estaven desocupats. 2.162 eren cases i 412 eren apartaments. Dels 2.530 habitatges principals, 1.904 estaven ocupats pels seus propietaris, 577 estaven llogats i ocupats pels llogaters i 49 estaven cedits a títol gratuït; 104 tenien una cambra, 198 en tenien dues, 368 en tenien tres, 714 en tenien quatre i 1.146 en tenien cinc o més. 1.972 habitatges disposaven pel capbaix d'una plaça de pàrquing. A 1.074 habitatges hi havia un automòbil i a 1.150 n'hi havia dos o més.

### Piràmide de població
La piràmide de població per edats i sexe el 2009 era:
| Homes | Edats   | Dones |
| ----- | ------- | ----- |
| 0     | 95 o +  | 12    |
| 8     | 90 a 94 | 8     |
| 16    | 85 a 89 | 28    |
| 24    | 80 a 84 | 48    |
| 48    | 75 a 79 | 108   |
| 124   | 70 a 74 | 108   |
| 140   | 65 a 69 | 136   |
| 104   | 60 a 64 | 152   |
| 164   | 55 a 59 | 116   |
| 284   | 50 a 54 | 236   |
| 312   | 45 a 49 | 328   |
| 272   | 40 a 44 | 252   |
| 244   | 35 a 39 | 252   |
| 208   | 30 a 34 | 216   |
| 236   | 25 a 29 | 208   |
| 213   | 20 a 24 | 180   |
| 272   | 15 a 19 | 296   |
| 236   | 10 a 14 | 224   |
| 252   | 5 a 9   | 212   |
| 140   | 0 a 4   | 184   |

## Economia
El 2007 la població en edat de treballar era de 4.509 persones, 3.292 eren actives i 1.217 eren inactives. De les 3.292 persones actives 3.032 estaven ocupades (1.627 homes i 1.405 dones) i 259 estaven aturades (125 homes i 134 dones). De les 1.217 persones inactives 372 estaven jubilades, 416 estaven estudiant i 429 estaven classificades com a «altres inactius».

### Ingressos
El 2009 a Gargenville hi havia 2.528 unitats fiscals que integraven 6.730,5 persones, la mediana anual d'ingressos fiscals per persona era de 22.308 €.

### Activitats econòmiques
Dels 267 establiments que hi havia el 2007, 2 eren d'empreses extractives, 3 d'empreses alimentàries, 1 d'una empresa de coc i refinatge, 3 d'empreses de fabricació de material elèctric, 13 d'empreses de fabricació d'altres productes industrials, 50 d'empreses de construcció, 47 d'empreses de comerç i reparació d'automòbils, 18 d'empreses de transport, 17 d'empreses d'hostatgeria i restauració, 4 d'empreses d'informació i comunicació, 10 d'empreses financeres, 13 d'empreses immobiliàries, 29 d'empreses de serveis, 38 d'entitats de l'administració pública i 19 d'empreses classificades com a «altres activitats de serveis».
Dels 82 establiments de servei als particulars que hi havia el 2009, 1 era una oficina d'administració d'Hisenda pública, 1 oficina de correu, 3 oficines bancàries, 6 tallers de reparació d'automòbils i de material agrícola, 1 establiment de lloguer de cotxes, 2 autoescoles, 3 paletes, 8 guixaires pintors, 8 fusteries, 14 lampisteries, 8 electricistes, 2 empreses de construcció, 7 perruqueries, 1 veterinari, 8 restaurants, 6 agències immobiliàries i 3 salons de bellesa.
Dels 12 establiments comercials que hi havia el 2009, 1 era un hipermercat, 1 una botiga de més de 120 m², 3 fleques, 2 carnisseries, 1 una botiga de congelats, 2 botigues d'electrodomèstics, 1 una botiga de mobles i 1 una joieria.
L'any 2000 a Gargenville hi havia 3 explotacions agrícoles que ocupaven un total de 303 hectàrees.

## Equipaments sanitaris i escolars
Els 2 equipaments sanitaris que hi havia el 2009 eren farmàcies.
El 2009 hi havia 3 escoles maternals i 2 escoles elementals. Gargenville disposava d'un col·legi d'educació secundària amb 545 alumnes.

## Poblacions més properes
El següent diagrama mostra les poblacions més properes.